# Four industriel à porcelaine Haviland
Le four industriel à porcelaine Haviland est un four à porcelaine situé à Limoges, dans le département français de la Haute-Vienne. Il s'agit de l'un des derniers fours à porcelaine conservés à Limoges, ville connue pour son industrie porcelainière. 
C'est le seul vestige de l'ancienne usine de Théodore Haviland, fils de David Haviland, fondateur de l'entreprise Haviland, encore active en 2025. 

## Description
Le four est enserré dans une cage métallique qui le consolide. Il comprend deux chambres voûtées superposées et dix alandiers (bouches ou foyers placés à la base des fours à céramique).

## Histoire
L'usine de porcelaine de Théodore Haviland est créée en 1892. Le four en question — dit no 16 — est édifié en 1907, et modifié en 1920 par l'ajout d'une cheminée et la suppression d'une partie du globe. Le bâtiment qui l'abrite est détruit en même temps que l'ensemble de l'usine, en 1991. Sur l'emplacement de celle-ci est construit le commissariat de police de Limoges,.
Livré aux aléas climatiques, le four est en état de dégradation avancé, tant et si bien que sa destruction est envisagée début 2019 par le Ministère de l'Intérieur, propriétaire du terrain. La mobilisation de la Direction régionale des Affaires culturelles et de l'association Espace Porcelaine, gestionnaire du Four des Casseaux, unique four protégé aux Monuments historiques, permet le sauvetage du bâtiment par son intégration à la mission Stéphane Bern sur la liste des sites retenus pour le loto du patrimoine en 2019,. Il s'agit de l'un des vingt-deux sites du patrimoine industriel sélectionnés cette année-là.
L'association Espace Porcelaine porte un projet de valorisation du site, soutenu financièrement par la fondation d'entreprise Haviland et la famille. Un square aménagé permettant des visites guidées associant au site l'histoire des quartiers industriels voisins est prévu. Fin 2019, un appel aux dons est lancé au public.